# Ogna Lab
Ogna Lab è una azienda farmaceutica italiana con sede a Muggiò, in provincia di Monza e Brianza.
L'azienda opera attualmente nel campo dentale con la creazione e la vendita sul territorio nazionale ed internazionale di prodotti per l'odontoiatria.
Dal 2012 l'azienda produce e commercializza la propria linea di prodotti dentali in Italia, Russia, Yemen, Albania e Romania e ha iniziato a commercializzare i suoi prodotti in Francia, Spagna e Portogallo.

## Storia
L'azienda nasce a Milano agli inizi del Novecento ad opera del fondatore Giovanni Ogna grazie alla collaborazione di esponenti dell'Università di Pavia per la messa a punto di alcuni preparati a base vegetale, prodotti che vengono commercializzati negli anni seguenti sul territorio nazionale e in America latina.
Intorno agli anni 1930, si sviluppa interamente l'attività farmaceutica che porta la OGNA alla produzione di quasi tutti i farmaci presenti in elenco in quegli anni. Vengono messi a punto medicinali sia in proprio che per conto terzi fino alla specializzazione, nel 1958, nella produzione di medicinali generici destinati ai mercati esteri.
Nel 1960 la compagnia ottiene la certificazione dall'FDA (Food and Drug Administration) per la produzione di alcuni farmaci generici per il mercato USA.
Nel 1962 la società entra nel settore dentale, producendo inizialmente prodotti odontoiatrici su licenza dell'industria farmaceutica Dr.Wild e Co. e, successivamente, per mezzo della propria linea. Negli anni seguenti l'azienda collabora con la Maison francese Septodont Spècialitès-Paris per ottenere l'autorizzazione all'immissione in commercio dei prodotti farmaceutici dell'industria francese nel territorio italiano.
Nel 1981 l'azienda aiuta alla creazione del Decreto Aniasi, legittimato in seguito col Decreto Legislativo n.178 del 1991 che stabilisce le direttive della Comunità europea in materia di specialità medicinali.
Nel 1996 la produzione viene trasferita nella attuale sede a Muggiò dopo l'autorizzazione ad operare concessa del Ministero della sanità. Lo stabilimento occupa un'area di 3.600 m² distribuita su tre piani e si compone di laboratori chimico-fisici e microbiologici, magazzini, uffici e reparti di produzione.

## Prodotti
La Ogna Laboratori Farmaceutici è produttrice e titolare dell'immissione in commercio di oltre 15 specialità medicinali ad esclusivo uso del medico odontoiatra. È inoltre specializzata nello sviluppo e produzione di dispositivi medici per odontoiatria (cementi dentali, soluzioni per irrigazione canalare, liner) etc, cosmetici e parafarmaceutici.